# (5081) Sanguin
(5081) Sanguin est un astéroïde de la ceinture principale.

## Description
(5081) Sanguin est un astéroïde de la ceinture principale. Il fut découvert le 18 novembre 1976 à El Leoncito par l'Observatoire Félix-Aguilar. Il présente une orbite caractérisée par un demi-grand axe de 2,32 UA, une excentricité de 0,11 et une inclinaison de 13,2° par rapport à l'écliptique.
Il est nommé d'après Juan G. Sanguin qui découvrit la comète périodique 92P/Sanguin.

## Compléments